# 羅曼尼夫卡 (克維特內韋市鎮)
49°59′12″N 29°38′16″E / 49.98667°N 29.63778°E
羅曼尼夫卡（烏克蘭語：Романівка）是烏克蘭北部日托米爾州日托米爾區克維特內韋市鎮的村莊，始建於1550年，面積2.88平方公里，海拔高度205米，2001年人口719，人口密度每平方公里249.74人。